# Eupterote diffusa
Eupterote diffusa är en fjärilsart som beskrevs av Walker 1865. Eupterote diffusa ingår i släktet Eupterote och familjen Eupterotidae. Inga underarter finns listade i Catalogue of Life.